# Amílcar de Sousa
Amílcar de Sousa (1876-1940) fue un doctor portugués, autor de varios libros de salud; en particular, es famoso O Naturismo ("El Naturismo"), publicado en 1912. 
Fue pionero del vegetarianismo en Portugal, y presidente de la primera sociedad vegetariana de ese país, la Sociedade Vegetariana de Portugal, fundada en Oporto en 1911. Asimismo, dirigió O Vegetariano ("El vegetariano"), una revista mensual sobre el vegetarianismo.

## Obras en español
Muchos de sus libros fueron traducidos al español. Algunos fueron:
- El naturismo La Gutenberg. 1913. Valencia.[3][4]
- La salud por el naturismo Gutenberg. 1918. Valencia[5]
- Tesis médica naturista
- La curación del estreñimiento
- Catecismo naturista
- El naturismo en veinte lecciones
- Cómo detendremos la muerte? (con Capo, N.)
- Tesis Medica Naturista. Sauch. 1976. Barcelona[6]